# Pleiotaxis
Pleiotaxis là một chi thực vật có hoa trong họ Cúc (Asteraceae).

## Loài
Chi Pleiotaxis gồm các loài: